# Piotr Fuglewicz
Piotr Władysław Fuglewicz (ur. 29 czerwca 1954 w Siemianowicach Śląskich) – polski działacz społeczny, przedsiębiorca, informatyk, pisarz i przewodnik po Śląsku.
Syn Kazimierza i Aleksandry z domu Micewicz. Absolwent VIII Liceum Ogólnokształcącego im. Wilhelma Piecka w Katowicach. Ukończył studia na Wydziale Automatyki i Informatyki Politechniki Śląskiej w Gliwicach oraz roczne studia podyplomowe „Zarządzanie przedsiębiorstwem w warunkach integracji europejskiej” w Szkole Głównej Handlowej w Warszawie w roku 2003.

## Kariera zawodowa
W latach 1979 do 1990 pracował na stanowiskach technicznych i zarządczych w Instytucie Systemów Sterowania, a następnie Centrum Naukowo-Produkcyjnym Systemów Sterowania MERASTER w Katowicach. W latach 1985–1987 prowadził wykłady i ćwiczenia na Wydziale Automatyki i Informatyki Politechniki Śląskiej. Był członkiem zarządu firmy Computer Systems for Business International do 1997 roku, a następnie doradcą zarządu firmy Computerland. W latach 1996–1997 był członkiem Komitetu Sterującego części projektu ALSO Ministerstwa Pracy i Polityki Socjalnej, finansowanego z funduszy Banku Światowego. W latach 1998–1999 współpracował z firmą Microsoft jako Microsoft Regional Director Poland. Od 1999 do 2002 roku pełnił kolejno rolę doradcy zarządu i partnera firmy InfoVide, gdzie po odbyciu wraz z grupą pracowników InfoVide szkolenia „Quality Management Program for Poland (POQM)” w AOTS w Tokio, doradzał między innymi w zakresie wdrażania zasad TQM. Jest założycielem i od 1991 roku prezesem firmy TiP Sp. z o.o., rozwijającej oprogramowanie lingwistyczne dla języków naturalnych regionu Europy Środkowej i Wschodniej, licencjonowane m.in. dla programów użytkowych Microsoft. W roku 2012 współzałożyciel funduszu inwestycyjnego TechMine Fund SA. Od roku 2000 współpracuje z Komisją Europejską jako ekspert w zakresie informatyki.
Po przejściu na emeryturę zainteresował się historią Katowic i Śląska, co zaowocowało napisaniem wraz z współautorką dwóch tomów Spacerownika po Katowicach oraz własnej książki o historii Górnego Śląska. Oprowadza również wycieczki po Górnym Śląsku i pilotuje po Środkowej Europie.

## Realizacje inżynierskie
W latach 1984–1986 brał udział, jako zastępca Głównego Programisty szesnastoosobowego projektu, w realizacji systemu MASTER, wielodostępnego, wielozadaniowego systemu operacyjnego dla komputerów MERA-60. System otrzymał złoty medal na targach Softarg 86 oraz I Nagrodę Specjalną Ministra – Kierownika Urzędu Postępu Naukowo-Technicznego i Wdrożeń.
W latach 1989–1998 zorganizował zespoły najpierw rozwojowy, a następnie wdrożeniowy i kierował stworzeniem i wdrożeniami systemu klasy ERP PRO/MIS. W latach dziewięćdziesiątych system był wdrożony w ponad dwustu polskich przedsiębiorstwach. W trakcie tworzenia systemu był jednym z prekursorów zastosowania metod formalnych i inżynierii oprogramowania w przemysłowym tworzeniu oprogramowania w Polsce. Doświadczenia te opisał następnie w książce.
W połowie lat osiemdziesiątych dwudziestego wieku opracował pierwszy polski korektor tekstów (prototyp na komputerze MERA-60). W latach dziewięćdziesiątych wraz z Tomaszem Cierpiszem stworzył korektor tekstów COR, który zdobył złoty medal na targach Softarg '92 oraz tytuł Produktu Roku 1992 przyznany przez redakcję „PC Kuriera”, a następnie z Edwardem Janotą opracowali wersję okienkową CORWIN. Istotnie rozwinięte wersje tego oprogramowania licencjonowane zostały przez firmę TIP dla Microsoft i przez dwadzieścia lat były stosowane w polskiej wersji pakietu Microsoft Office.

## Działalność społeczna
W latach osiemdziesiątych dwudziestego wieku był aktywnym członkiem Śląskiego Klubu Fantastyki, publikując eseje i recenzje w klubowym biuletynie Fikcje. Równolegle działał, jako wiceprezes ds. programowych Dyskusyjnego Klubu Filmowego „Kino-oko”. Realizował filmy krajoznawcze, jako członek AKF PTTK Politechniki Śląskiej oraz prowadził audycje o filmie w Studenckim Studio Radiowym „CENTRUM”. Był komisarzem III Festiwalu Filmów Jednominutowych Mini-Max 1440, który odbył się w dniach 22–24 kwietnia 1977 w klubie SZSP Gwarek w Gliwicach. Kontynuacją tych zainteresowań jest udział w realizacji filmu Czeski geniusz, aneb Jára Cimrman w Katowicach, którego jest współscenarzystą i wykonawcą jednej z ról.
Od roku 1990 był członkiem Zarządu Głównego Polskiego Towarzystwa Informatycznego, w latach 1993–1996 był jego prezesem, a od 1996 do 2005 – wiceprezesem. Był członkiem Komitetu Informatyki PAN w latach 1993–96. W latach 1999–2014 był członkiem honorowym PTI. W latach 1990–1994 reprezentował PTI w Grupie Roboczej ds. Europejskiej Specjalizacji Zawodowej w Informatyce Rady Europejskich Profesjonalnych Stowarzyszeń Informatycznych (Council of European Professional Informatics Societies – CEPIS), od 1993 do 2005 roku był członkiem Rady CEPIS a w latach 1998–2000 jej wiceprzewodniczącym.
Od 1991 do 2011 roku przewodniczący Komitetu Programowego Jesiennych Spotkań PTI, które odbywały się w Mrągowie, a w latach 2006–2008 w Wiśle. Współpracownik J. Nowaka przy organizacji kilkunastu szkół PTI w Szczyrku. Współtwórca idei organizowanej przez PTI Krajowej Konferencji Inżynierii Oprogramowania i członek Komitetu Programowego pierwszych dziewięciu edycji tej konferencji. Był członkiem Komitetów Programowych trzech Kongresów Informatyki Polskiej (1994, 1998, 2003).
W latach 1989–2001 był członkiem kolegium redakcyjnego miesięcznika Informatyka. W latach 2003–2005 był członkiem Sądu Koleżeńskiego PIIT, następnie pełnił tę samą funkcję w Stowarzyszeniu PRO. Od 1993 roku jest członkiem Akademii Inżynierskiej w Polsce. Jest członkiem Zespołu Terminologii Informatycznej Rady Języka Polskiego. Współzałożyciel i pierwszy prezes Stowarzyszenia Firm Autostrady Nowych Technologii. Członek Rady Programowej Muzeum Historii Komputerów i Informatyki.
W latach 1996/1997 i 2004/2005 był Prezydentem Rotary Club Katowice.

## Dorobek
Współautor kilku książek, autor ponad stu artykułów w prasie informatycznej i naukowej oraz redaktor wielu tomów materiałów z organizowanych przez niego konferencji. W Telewizji Katowice (pr. 3 TVP) prowadził kącik o komputerach w ramach programu Megazynek. Po przejściu na emeryturę wydaje książki historyczne i turystyczne o Górnym Śląsku oraz nagrywa filmy krajoznawcze.
W latach 2007–2011 współprzewodniczący komitetów organizacyjnego i programowego konferencji Computational Linguistics Applications. Członek komitetów programowych ważnych światowych konferencji poświęconych przetwarzaniu języka naturalnego
Laureat pierwszej edycji konkursu InfoStar za osiągnięcia techniczne. W latach 2007 i 2010 był nominowany do nagrody im. Marka Cara. Odznaczony Srebrnym Krzyżem Zasługi za wkład w rozwój informatyki w Polsce.

## Publikacje
- Fuglewicz P., Korniak T. Projektowanie i implementacja wielodostępnego systemu operacyjnego na przykładzie systemu MASTER. „Informatyka”. 7, s. 7-9, 1988.
- Fuglewicz P. Global Software Development: Attainable Challenge or the Holy Grail?. „Cutter IT Journal”, March 1999.brak numeru strony
- Borys Czerniejewski, Piotr Fuglewicz, E-Readiness and e-Needs. Poland., Warszawa, Katowice, Poznań: InfoVide for World Bank, 2002 (ang.). Brak numerów stron w książce
- Laurent D., Varone M., Amaral C., Fuglewicz P. Multilingual Semantic and Cognitive Search Engine for Text Retrieval Using Semantic Technologies. „Workshop on International Proofing Tools and Language Technologies, July 1-2, 2004, Patras, Greece”, 2004.brak numeru strony
- Sokołowski S., Jackowski B., Janota E., Fuglewicz P. Towards Statistically-based Semantics of Linguistic Resources. „Workshop on International Proofing Tools and Language Technologies, July 1-2, 2004, Patras, Greece”, 2004.brak numeru strony
- Dekalog Fuglewicza, [w:] Grzegorz Turniak, Roman Wendt, Profesjonalny networking czyli Kontakty, które procentują, Arte, 2006, ISBN 83-923275-1-9 [dostęp 2016-05-02]. Brak numerów stron w książce
- Piotr Fuglewicz, Łukasz Zjawiński: Zarządzanie w startupie – zasady organizacji i budowy zespołu. Gdańsk: Inwestornia, 2014. Brak numerów stron w książce
- Mirosław Sikora (red.), Piotr Fuglewicz (red.), High-Tech za żelazną kurtyną. Elektronika, komputery i systemy sterowania w PRL, Katowice, Warszawa: Instytut Pamięci Narodowej, 2017, ISBN 978-83-8098-094-5. Brak numerów stron w książce
- Piotr Fuglewicz, Barbara Zygmańska, Spacerownik po Katowicach. Śródmieście, część północna, Warszawa: Wydawnictwo CM, 2021, ISBN 978-83-66704-62-6. Brak numerów stron w książce
- Piotr Fuglewicz, Barbara Zygmańska, Spacerownik po Katowicach. Śródmieście, część południowa, Warszawa: Wydawnictwo CM, 2022, ISBN 978-83-67240-04-8. Brak numerów stron w książce
- Piotr Fuglewicz, Cokoły przechodnie. Życiorysy z pogranicza, Katowice: Post Factum, 2022, ISBN 978-83-66661-86-8. Brak numerów stron w książce
- Piotr Fuglewicz, Barbara Zygmańska, Spacerownik po Katowicach, część trzecia, dzielnice wschodnie, Warszawa: Wydawnictwo CM, 2024, ISBN 978-83-68018-37-0. Brak numerów stron w książce